# Établissement autonome de droit public
En Suisse, un établissement autonome de droit public est une entreprise de droit public produisant pour le marché et contrôlée ou majoritairement financée par les pouvoirs publics.
On retrouve de telles structures (hôpitaux, écoles) dans toute la Suisse romande, en particulier dans le canton de Fribourg avec l'Office de la circulation et de la navigation, ou l'hôpital intercantonal de la Broye, dans le canton de Vaud avec le futur hôpital Riviera-Chablais ou encore à Genève avec la Caisse publique de prêts sur gages (CPPG), un des plus anciens établissements de droit public, fondée en 1872.